# Lista de filmes originais da Freeform
Esta é a lista de telefilmes produzidos para o canal de televisão a cabo Freeform e seus predecessores, The Family Channel, Fox Family e ABC Family. A rede não criou, um novo filme original desde 2013.
A maioria dos filmes é lançada em DVD (indicado com *).

## The Family Channel

### 1996
| Título                           | Lançamento                |
| -------------------------------- | ------------------------- |
| Night of the Twisters            | 18 de Fevereiro de 1996*  |
| Panic in the Skies!              | 13 de Outubro 13 de 1996* |
| Christmas Every Day              | 1 de Dezembro de 1996     |
| The Angel of Pennsylvania Avenue | 15 de Dezembro de 1996    |

### 1997
| Título                | Lançamento             |
| --------------------- | ---------------------- |
| Dog's Best Friend     | 23 de Março de 1997    |
| Doomsday Rock         | 24 de Agosto de 1997   |
| Married to a Stranger | 28 de Setembro de 1997 |
| The Christmas List    | 1 de Dezembro de 1997  |

## Fox Family

### 1998
| Título                  | Lançamento              |
| ----------------------- | ----------------------- |
| Voyage of Terror        | 20 de Junho de 1998*    |
| Men in White            | 16 de Agosto de 1998*   |
| Catch Me If You Can     | 11 de Dezembro de 1998  |
| Addams Family Reunion   | 22 de Setembro de 1998* |
| Earthquake in New York  | 11 de Outubro de 1998*  |
| Like Father, Like Santa | 1 de Dezembro de 1998   |

### 1999
| Título                           | Lançamento             |
| -------------------------------- | ---------------------- |
| Dangerous Waters                 | 7 de Fevereiro de 1999 |
| Michael Jordan: An American Hero | 18 de Abril de 1999    |
| Don't Look Behind You            | 25 de Julho de 1999*   |
| Heaven's Fire                    | 7 de Agosto de 1999*   |
| Au Pair                          | 22 de Agosto de 1999*  |
| The Ghosts of Christmas Eve      | 4 de Dezembro de 1999  |

### 2000
| Título                                       | Lançamento             |
| -------------------------------------------- | ---------------------- |
| Britannic                                    | 20 de Janeiro de 2000* |
| Ice Angel                                    | 5 de Março de 2000*    |
| St. Patrick: The Irish Legend                | 12 de Março de 2000    |
| Time Share                                   | 18 de Junho de 2000    |
| The Man Who Used To Be Me                    | 16 de Julho de 2000*   |
| A Family In Crisis: The Elian Gonzales Story | 17 de Setembro de 2000 |
| Special Delivery                             | 10 de Dezembro de 2000 |

### 2001
| Título                  | Lançamento             |
| ----------------------- | ---------------------- |
| Au Pair II              | 22 de Abril de 2001*   |
| When Good Ghouls Go Bad | 20 de Outubro de 2001* |
| Three Days              | 9 de Dezembro de 2001* |

## ABC Family

### Anos 2000

#### 2002
| Título                  | Lançamento           |
| ----------------------- | -------------------- |
| Mom's on Strike         | 17 de Março de 2002  |
| Just a Walk in the Park | 18 de Agosto de 2002 |

#### 2003
| Título                    | Lançamento             |
| ------------------------- | ---------------------- |
| The One                   | 9 de Fevereiro de 2003 |
| This Time Around          | 22 de Junho de 2003    |
| Lucky 7                   | 20 de Julho de 2003*   |
| See Jane Date             | 16 de Agosto de 2003*  |
| Beautiful Girl            | 19 de Outubro de 2003  |
| Picking Up & Dropping Off | 7 de Dezembro de 2003  |

#### 2004
| Título                      | Lançamento              |
| --------------------------- | ----------------------- |
| I Want to Marry Ryan Banks  | 18 de Janeiro de 2004   |
| Celeste in the City         | 7 de Março de 2004      |
| Brave New Girl              | 25 de Abril de 2004*    |
| Love Rules                  | 5 de Junho de 2004      |
| Crimes of Fashion           | 5 de Julho de 2004      |
| Pop Rocks                   | 10 de Setembro de 2004  |
| The Hollow                  | 24 de outubro de 2004*  |
| Searching for David's Heart | 21 de Novembro de 2004  |
| Snow                        | 13 de Dezembro de 2004* |

#### 2005
| Título                             | Lançamento              |
| ---------------------------------- | ----------------------- |
| She Gets What She Wants            | 9 de Janeiro de 2005*   |
| School of Life                     | 19 de Fevereiro de 2005 |
| I Do, They Don't                   | 20 de Março de 2005     |
| Kart Racer                         | 3 de Abril de 2005      |
| Everything You Want                | 17 de Abril de 2005*    |
| Romy and Michele: In the Beginning | 30 de Maio de 2005      |
| Pizza My Heart                     | 24 de Julho de 2005     |
| Campus Confidential                | 21 de Agosto de 2005    |
| Rent Control                       | 9 de Setembro de 2005*  |
| Alchemy                            | 7 de Outubro de 2005    |
| Shadows in the Sun                 | 13 de Novembro de 2005* |
| Chasing Christmas                  | 4 de Dezembro de 2005*  |
| Christmas in Boston                | 14 de Dezembro de 2005* |

#### 2006
| Título                               | Lançamento              |
| ------------------------------------ | ----------------------- |
| If Only                              | 15 de Janeiro de1 2006* |
| The Cutting Edge: Going for the Gold | 12 de Março de 2006*    |
| Hello Sister, Goodbye Life           | 2 de Abril de 2006      |
| The Karate Dog                       | 29 de Maio de 2006*     |
| Best Man, Worst Friend               | 9 de Julho de 2006*     |
| Fallen                               | 2006*                   |
| Relative Chaos                       | 4 de Setembro de 2006   |
| The Initiation of Sarah              | 22 de Outubro de 2006*  |
| Santa Baby                           | 10 de Dezembro de 2006* |
| Christmas Do-Over                    | Dezembro de 2006*       |

#### 2007
| Título                              | Lançamento              |
| ----------------------------------- | ----------------------- |
| Love Wrecked                        | 21 de Janeiro de 2007*  |
| The Dukes of Hazzard: The Beginning | 4 de Março de 2007*     |
| Big Liar on Campusi                 | 16 de Setembro de 2007* |
| Nature of the Beast                 | 21 de Outubro de 2007   |
| Christmas Caper                     | 25 de Novembro de 2007* |
| Holiday in Handcuffs                | December 9, 2007*       |
| Snowglobe                           | 15 de Dezembro de 2007* |

#### 2008
| Title                               | Premiere date           |
| ----------------------------------- | ----------------------- |
| The Cutting Edge: Chasing the Dream | 16 de Março de 2008*    |
| Princess                            | 20 de Abril de 2008*    |
| The Circuit                         | 8 Junho de 2008*        |
| Picture This                        | 13 de Julho de 2008*    |
| Samurai Girl                        | Setembro de 2008        |
| Snow 2: Brain Freeze                | 14 de Dezembro de 2008* |
| Christmas in Wonderland             | Dezembro de 2008*       |

#### 2009
| Título                           | Lançamento              |
| -------------------------------- | ----------------------- |
| Au Pair 3: Adventure in Paradise | 15 de Março de 2009*    |
| My Fake Fiancé                   | 19 de Abril de 2009*    |
| Labor Pains                      | 19 de Julho de 2009*    |
| The Dog Who Saved Christmas      | 29 de Novembro de 2009* |
| Santa Baby 2: Christmas Maybe    | 13 de Dezembro de 2009* |

### Anos 2010

#### 2010
| Título                               | Lançamento              |
| ------------------------------------ | ----------------------- |
| The Cutting Edge: Fire and Ice       | 14 de Março de 2010*    |
| Beauty & the Briefcase               | 18 de Abril de 2010*    |
| Revenge of the Bridesmaids           | 18 de Julho de 2010*    |
| The Dog Who Saved Christmas Vacation | 28 de Novembro de 2010* |
| Christmas Cupid                      | 13 de Dezembro de 2010* |

#### 2011
| Título                    | Lançamento             |
| ------------------------- | ---------------------- |
| Mean Girls 2              | 23 de janeiro de 2011* |
| My Future Boyfriend       | 10 de abril de 2011*   |
| Cyberbully                | 17 de julho de 2011*   |
| Teen Spirit               | 7 de agosto de 2011*   |
| Desperately Seeking Santa | 27 de novembro de 2011 |
| 12 Dates of Christmas     | 11 de dezembro de 2011 |

#### 2012
| Título                        | Lançamento              |
| ----------------------------- | ----------------------- |
| Home Alone: The Holiday Heist | 25 de Novembro de 2012* |
| The Mistle-Tones              | 9 de Dezembro de 2012   |

#### 2013
| Título                  | Lançamento              |
| ----------------------- | ----------------------- |
| Lovestruck: The Musical | 21 de Abril de 2013     |
| Christmas Bounty        | 26 de Novembro de 2013* |
| Holidaze                | 8 de Dezembro de 2013   |

## Freeform
| Título      | Lançamento             |
| ----------- | ---------------------- |
| Angry Angel | 27 de Novembro de 2017 |